# Alessandro Cattelan
Alessandro Cattelan (ur. 11 maja 1980 w Tortonie) – włoski prezenter telewizyjny i radiowy.

## Życiorys
W 2003 został prezenterem kanału Italia 1, dla którego prowadził dwie edycje programu dla dzieci Ziggie (2003–2005) i 10. sezon programu satyrycznego Le lene (2006). W międzyczasie został prezenterem stacji MTV Italia, dla której prowadził programy: Most Wanted (2004–2005), Viva Las Vegas (2005), Total Request Live (2005–2008) i Lazrus (2008). W 2011 został prezenterem kanału Sky Uno, dla którego prowadził 10 edycji programu X Factor (2011–2020) i autorski program wieczorny E poi c'è Cattelan (2014–2020) oraz coroczną uroczystość wręczenia nagród David di Donatello (2016 i 2017). W 2022 prowadził autorski serial dokumentalny Netflixa Alessandro Cattelan: One Simple Question oraz współprowadził Konkurs Piosenki Eurowizji 2022 organizowany w Turynie.
Okazjonalnie zajmuje się także dubbingiem, użyczył głosu Chuckowi we włoskiej wersji językowej filmów The Angry Birds Movie (2016) i The Angry Birds Movie 2 (2019) oraz Maxowi w filmach The Secret Life of Pets (2016) i The Secret Life of Pets 2 (2019).
Od kwietnia 2014 związany z Ludovicą Sauer, z którą ma dwie córki: Ninę (ur. 2012) i Olivię (ur. 2016).